# Сахарная Голова
Сахарная Голова — небольшой остров Шантарского архипелага. Расположен в 7,5 км западнее острова Феклистова. Длина острова составляет 4 км, ширина в самой широкой части около 2 км.
Входит в состав Государственного природного заказника федерального значения «Шантарские острова».